# Lacapelle-Marival
Lacapelle-Marival es una comuna francesa del departamento del Lot en la región de Mediodía-Pirineos. Está clasificada en la categoría de les plus beaux villages de France.
Presenta monumentos clasificados, huellas de la Edad Media: un castillo edificado durante el XII°, modificado hasta el XVI°; una iglesia dedicada a Santa María de la Asunción edificada durante el XVI° sobre una capilla romana del XII°; halles del XV°; y una torre, llamada "l'arbol", recuerdo de los fortificación del castillo.